# Occasionally Yours
Pour plus de détails, voir Fiche technique et Distribution.
Occasionally Yours est un film américain réalisé par James W. Horne, sorti en 1920.

## Synopsis
Bruce Sands, un artiste un peu dilettante aux amours volages, découvre que sa dernière conquête Bunny Winston veut l'épouser. Il cherche alors refuge chez son ami John Woodward, sans savoir que ce dernier a proposé le mariage à Bunny. Elle suit Sands chez Woodward, où  Bruce a déjà commencé à flirter avec Audrey, la fille de Woodward. Un jour qu'Audrey est blessée en tombant de cheval, Bruce promet de l'épouser, la croyant mourante. Apprenant cela, Bunny accepte de se marier avec Woodward. Lorsque Audrey guérit, Bruce rompt sa promesse et rentre en ville, prêt à faire de nouvelles conquêtes. Bunny le suit mais il la repousse. 

## Fiche technique
- Titre original : Occasionally Yours
- Réalisation : James W. Horne
- Scénario : H. Tipton Steck et Elmer Forst
- Direction artistique : Robert A. Odell
- Photographie : Joseph A. Du Bray
- Production : Louis J. Gasnier
- Société de production : Lew Cody Films Corporation
- Société de distribution : Robertson-Cole Distributing Corporation
- Pays d'origine :  États-Unis
- Langue originale : anglais
- Format : noir et blanc — 35 mm — 1,33:1 — Film muet
- Genre : drame
- Durée : 50 minutes (1 500 m)
- Dates de sortie :
  - États-Unis : 19 septembre 1920

## Distribution
- Lew Cody : Bruce Sands
- Betty Blythe : Bunny Winston
- J. Barney Sherry : John Woodward
- Elinor Fair : Audrey Woodward
- Yvonne Gardelle : un mannequin
- Cleo Ridgely : une échotière
- Lillian Rambeau : Lydia Larson
- Lloyd Hamilton : Bob Hale
- Gertrude Astor : Mona
- William Quinn : Parker